# Rédange
Rédange (in lussemburghese Réideng, in tedesco Redingen) è un comune francese di 962 abitanti situato nel dipartimento della Mosella nella regione del Grand Est.

## Società

### Evoluzione demografica
Abitanti censiti